# Пикин (Илиноис)
Пикин (енгл. Pekin) град је у америчкој савезној држави Илиноис. По попису становништва из 2010. у њему је живело 34.094 становника.

## Демографија
Према попису становништва из 2010. у граду је живело 34.094 становника, што је 237 (0,7%) становника више него 2000. године.
| Група             | 2000.          | 2010.          |
| Белци             | 32.088 (94,8%) | 31.817 (93,3%) |
| Афроамериканци    | 863 (2,5%)     | 710 (2,1%)     |
| Азијати           | 139 (0,4%)     | 214 (0,6%)     |
| Хиспаноамериканци | 445 (1,3%)     | 818 (2,4%)     |
| Укупно            | 33.857         | 34.094         |